# SAN
Storage Area Network (SAN) je namjenska zasebna mreža za spremanje podataka, koja omogućava množini poslužitelja korištenje i dijeljenje raznih masovnih jedinica za spremanje podataka. SAN-ovi imaju fleksibilnost jer se nove jedinice za spremanje podataka mogu lako dodati ili oduzeti bez otvaranja poslužitelja i montiranja novog sklopovlja.
Neki od mrežnih protokola koji omogućuju SAN funkcionalnost su:
- iSCSI
- Fibre Channel (FC)
- Fibre Channel over Ethernet (FCoE)
- ATA over Ethernet (AoE)